# Dziewczyna i chłopak (film 1990)
Dziewczyna i chłopak (tytuł oryginalny: Një vajzë e një djalë) – albański film fabularny z roku 1990 w reżyserii Kristaqa Mitro i Ibrahima Muçaja.
Rzadki w albańskiej kinematografii przykład filmu przeznaczonego dla dorastającej młodzieży. 
Anila i Artan uczą się w klasie maturalnej. Mieszkają w jednym bloku i muszą zmagać się z problemami, typowymi dla ich wieku, ale także z niezrozumieniem osób starszych.

## Obsada
- Ema Andrea jako Anila
- Sokol Balza jako Artan
- Rozana Çeliku jako pracownica centrali Vera
- Margarita Xhepa jako Kristina
- Fationa Rama jako córka Kristiny
- Leka Bungo jako ojciec Artana
- Agim Shuke jako ojciec Anily
- Rajmonda Bulku jako choreograf
- Ndrek Shkjezi jako dziadek Artana
- Doris Prela jako Linda
- Arben Derhemi jako Fatos
- Elvira Diamanti
- Anila Karaj